# Рудник Курдай
Рудник Курдай – колишнє гірничодобувне підприємство на півдні Казахстану, яке провадило видобуток з однойменного уранового родовища. Перше введене в розробку уранове родовище Казахстану.
Родовище Курдай відкрили в 1951-му та почали розробляти вже у 1953-му. Видобуток вели як кар’єром (є відомості, що його глибина досягнула 150 метрів) так і підземним способом (зокрема, тут існувала шахта №4).
В 1967-му розробку Курдай припинили через нерентабельність, після чого провели певні ліквідаційні роботи (демонтаж обладнання, перекриття стовбурів шахт). Вже після надбання Казахстаном незалежності виконали додатковий цикл ліквідаційних робіт, що завершився в 2005-му.
Організаційно рудник відносився до Комбінату № 11 ВГУ («Второе главное управление»), центральна контора якого розташовувалась в Киргизстані (з 1967-го був переформований у Киргизький гірничорудний комбінат).